# Henutsen
Henutsen (fl. XXVI secolo a.C.) è stata una regina egizia della IV dinastia. Fu una sposa dell'importante faraone Cheope (2589 a.C. - 2566 a.C.).

## Titoli
Pochissime sono le notizie sulla vita della regina Henutsen. Alcuni studiosi ritengono fosse una figlia del faraone Snefru, ma il dibattito è aperto. Secondo alcuni studiosi non sono stati rintracciati, correlati a lei, gli usuali titoli di Figlia del Re e Figlia del Corpo del Re: titoli che altrimenti la renderebbero identificabile con certezza come principessa reale. Ad esempio per l'egittologo Zahi Hawass l'unico titolo attribuibile con certezza è quello di Sposa del Re.
Vi è un documento (Stele dell'Inventario) che tuttavia la inquadra come principessa. La stele fu realizzata durante la XXVI dinastia egizia (664 a.C. - 525 a.C.: successiva di ben venti secoli all'epoca di Henutsen). La stele fu trovata dall'egittologo Auguste Mariette nel 1858. Durante alcuni scavi presso la piramide G1c (piramide satellite della Grande Piramide) fu scoperto il Tempio di Iside al cui interno fu rinvenuta la stele.  
L'egittologo James Henry Breasted nel 1906 indica che quanto troviamo scritto sulla stele presenta degli elementi (prove ortografiche, culto di Iside e titolo attribuito ad Iside) che gli fanno ritenere che la stele non sia una copia di un antico documento. 
Più di recente, sono ad esempio gli egittologi Zahi Hawass e Peter Jánosi a ritenere che si tratti di un falso realizzato dai sacerdoti durante la suddetta dinastia .
Lo scopritore della Stele, Auguste Mariette, nel 1872 riteneva quest'ultima autentica . Nel 1906, l'egittologo Gaston Maspero riteneva che, sebbene non fosse un originale dell'Antico Regno, quanto riportato nella Stele fosse comunque una copia, e dello stesso parere era Emmanuel de Rougé, constatando l'inserimento nel testo di elementi meno antichi
In tempi più recenti fu l'egittologo Selim Hassan ad indicare che la Stele potesse essere una copia di un testo antico, sebbene caratterizzata da varianti che rendevano il testo più idoneo al periodo in cui fu scritto, ovvero per le finalità di venerazione del tempio
Il testo dell'iscrizione presente sulla stele indica che Cheope ha trovato la casa di Iside, Signora della Piramide. Accanto al tempio della dea Iside, Cheope costruì sia la sua piramide che quella  per la figlia del re Henutsen. L'egittologa Zivie-Coche riporta una traduzione analoga in cui indica che Cheope ricostruì sia la piramide di Hanutsen, figlia del re, sia il tempio di Iside che trovò decadente. Viene quindi sottolineato il fatto che non si trattava di nuove costruzioni ma di ristrutturazioni.
La stele dell'inventario non è l'unica fonte che fa riferimento, in merito alle piramidi satelliti della Grande Piramide, ad una figlia di un re, in quanto vi è anche lo storico greco Erodoto. Quest'ultimo, come riportato dallo stesso Breasted, riconduce la piramide centrale delle tre piramidi satelliti, ubicate ad Est della Grande Piramide, alla figlia di Cheope. 
Analoga informazione è riportata da Gaston Maspero il quale, citando Erodoto (ii. 126), indica che all'interno della piramide centrale sembrerebbe vi fosse stata una mummia attribuita ad una figlia di Cheope, indicata come Honîtsonû.
Il riferimento ad Henutsen come principessa, figlia di Cheope, è riportato anche nell'Enciclopedia dell'Arte Antica di F. Tiradritti nell'ambito della citazione relativa alla cappella funeraria collegata alla piramide di Henutsen, cappella che poi sarebbe stata intitolata ad Iside in epoca più recente (XXI dinastia). 
La Stele dell'Inventario è quindi anche conosciuta come 'Stele della figlia di Cheope'. Tale didascalia è infatti ad esempio associata al disegno della stele riportato nel testo 'The Dawn of the Civilization' dell'egittologo Gaston Maspero, ma anche in testi più recenti (ad esempio come didascalia di una foto della stele nel testo dell'egittologa Zivie-Coche, la quale dedica alla stele anche un capitolo intitolato allo stesso modo).
Le questioni relative ad Henutsen sono quindi connesse alla Stele dell'Inventario la quale riporta altri elementi che vengono ritenuti non appartenenti all'epoca di Cheope da una parte di studiosi, elementi che sono quindi oggetto di dibattito fra chi li ritiene veri e chi li ritiene falsi.
Circa Henutsen, un elemento di dibattito riguarda l'assenza di iscrizioni relative al suo status di  principessa. Come suddetto, ad esempio per Hawass l'unico titolo attribuibile con certezza è quello di Sposa del Re. 
Nel merito, è oggi individuata come probabile sepoltura di Henutsen la piramide G1c, piramide satellite della Grande Piramide, ciò tenendo conto dell'iscrizione della Stele dell'Inventario . Zahi Hawass, nell'articolo 'Khufu's National Project. The Great Pyramid of Giza in the year 2528 B.C.' del 2005 indica che ad Henutsen è associata la piramide G1c in quanto su di una iscrizione rinvenuta nel tempio di Iside è indicato il suo nome, ciò in accordo con quanto già indicato nel sua tesi del 1987 in cui viene indicato che il collegamento Henutsen-piramide G1c è effettuato considerando la Stele dell'Inventario.
La piramide G1c è posta in adiacenza del Tempio di Iside che fu allargato attraverso la demolizione della mastaba di Khufu-Khaf (o Khufukhaf) (mastaba G7130-7140). Nonostante tali attività, all'interno della mastaba rimangono dei rilievi che ritraggono Henutsen con il figlio Khufu-Khaf. Su questi rilievi Henutsen è circondata da geroglifici che espongono le sue caratteristiche (ad esempio relative all'essere madre) e fra questi sarebbe presente un'iscrizione che, sulla base di interpretazioni relative alla sua traduzione, si leggerebbe come "figlia di un re”, da cui deriverebbe il titolo di "principessa". Anche l'egittologo Jánosi osserva che Henutsen è indicata sulla Stele dell'inventario come figlia del re e non come regina. 

## Figli
Diede alla luce due principi, Khufukhaf I e Minkhaf I. Nel caso in cui, come sostengono alcuni, Khufukhaf I non sia da identificare con Chefren, allora anche quest'ultimo fu figlio della regina Henutsen. Tutti i suoi figli sono sepolti a Giza. La tomba a mastaba di Khufukhaf fu parzialmente demolita per fare spazio a un tempio dedicato a Iside.

## Sepoltura
Henutsen fu molto probabilmente sepolta nella piramide G1c, alta 29,60 metri e larga 46.25, dirimpetto alla Grande Piramide di Cheope. Alcuni archeologi ritengono che la struttura non facesse originariamente parte del complesso funerario di Cheope, ma che sia stata aggiunta successivamente. La faccia meridionale della piramide non coincide infatti con la Grande Piramide; coincide invece con la mastaba di Khufukhaf. Rainer Stadelmann ha ipotizzato che il principe Khufukhaf sia da identificare col faraone Chefren, il quale avrebbe eretto la G1c per la propria madre Henutsen, una volta assurta al rango di madre del re. La piramide G1c è stata a lungo definita una piramide-satellite, mentre ora viene vista come una piramide incompiuta, innalzata con una certa fretta.
Vi sono studiosi che invece non ritengono l'allineamento un aspetto significativo per definire il momento di costruzione della piramide satellite, ciò facendo riferimento alle tre piramidi satelliti (G3a – G3b – G3c) della piramide di Micerino le quali hanno una configurazione simile alle tre piramidi satelliti (G1a – G1b – G1c) della Grande Piramide. La piramide G3c risulta esterna rispetto al prospetto Sud della piramide di Micerino così come accade per la G1c rispetto al prospetto Est della piramide di Cheope. Nel caso di Micerino viene normalmente indicato che la piramide G3c sia stata realizzata presumibilmente per una delle sue mogli, senza quindi attribuirla ad un diverso faraone.